# Парижский собор (557)
Парижский собор — поместный собор, проведённый в Париже в 557 году.
Парижский собор 557 года был проведён при франкском короле Хильдеберте I. На нём присутствовали архиепископы Руана, Бордо и Буржа. На соборе были приняты десять канонов, подписанные пятнадцатью иерархами, среди которых были Герман Парижский, Претекстат Руанский, Лев Бордоский и Евфроний Турский. В том числе первое установление было принято против посягающих на имущество Церкви. Четвёртым было запрещено сочетаться браком с сестрой жены или вдовой брата. Согласно восьмому правилу вопросы избрания епископа должны находиться в воле народа и духовенства.